# جفاف الحلق
جفاف الفم أو متلازمة الفم الجاف (بالإنجليزية: Xerostomia)‏ هي حالة تنتج من تغير في تركيب اللعاب، أو انخفاض في إنتاجه، وقد لا يكون لها سبب واضح.
يختلف معدل حدوث جفاف الفم بين السكان، ولكن تم تسجيله في أكثر من 20% من الأفراد الذين تخطوا السبعين عاماً. يعتبر هذا العرض علامة مميزة لمرض المناعة الذاتية متلازمة شوغرن، حيث يصاحب جفاف الفم في هذه المتلازمة جفاف العين. ويعتبر نقص الإفرازات اللعابية أحد مضاعفات العلاج بالأشعة. وبالرغم من ذلك، فإن جفاف الفم يُلاحظ أكثر كنتيجة للعديد من الأدوية الموصوفة، والتي تتضمن مضادات الكولينيات، ومضادات الاكتئاب، ومضادات الذهان، ومُدر البول، وخافض ضغط الدم، والمهدئات، ومرخيات العضلات، والمسكنات، والأدوية المضادة للهستامين. يظهر في التجويف الفمي جفاف في مخاطية الفم، وضمور في حليمات اللسان مع تشققات وتقرحات، بينما يصاحب متلازمة شوغرن تضخم التهابي في الغدد اللعابية. تتضمن مضاعفات جفاف الفم حدوث زيادة في معدل التسوسات السنية، وداء المبيضات، بالإضافة إلى صعوبة في البلع والتكلم.

## التعريف
متلازمة الحلق الجاف هو الإحساس الشخصاني بجفاف الفم، والذي غالباً ما يكون (ولكن ليس دائماً) مرتبطاً بقصور الغدد اللعابية. وقد اشتق المصطلح الإنجليزي من كلمات يونانية (ξηρός (xeros التي تعني جاف و (stα (stoma وتعني فم. ويطلق على الدواء الذي يزيد من معدل تدفق اللعاب، مدر اللعاب.
نقص اللعاب هو تشخيص سريري يتم بناء على التاريخ المرضي والفحص السريري، ولكن تم إعطاء انخفاض معدل تدفق اللعاب تعريفات موضوعية. عُرف قصور وظائف الغدد اللعابية على أنه أي انخفاض واضح في معدلات إفراز كل الغدة و/أو أجزاء منها. معدل تدفق اللعاب غير المحفز في الشخص العادي هو 0.3-0.4 مل في الدقيقة، وأقل من 0.1 مل في الدقيقة هو غير طبيعي بشكل كبير. يعتبر معدل تدفق اللعاب المحفز إذا كان أقل من 0.5 مل لكل غدة في 5 دقائق أو أقل من 1 مل لكل غدة في 10 دقائق منخفضاً. يستخدم أحياناً مصطلح جفاف الفم الشخصاني لوصف العرض في غياب أي دليل سريري على الجفاف. قد ينتج جفاف الفم أيضاً عن تغير في تركيب اللعاب (من مَصْلي إلى مخاطي). الخلل الوظيفي في الغدد اللعابية هو مصطلح عام لوجود إما جفاف الفم أو قصور الغدد اللعابية.

## الأعراض والعلامات

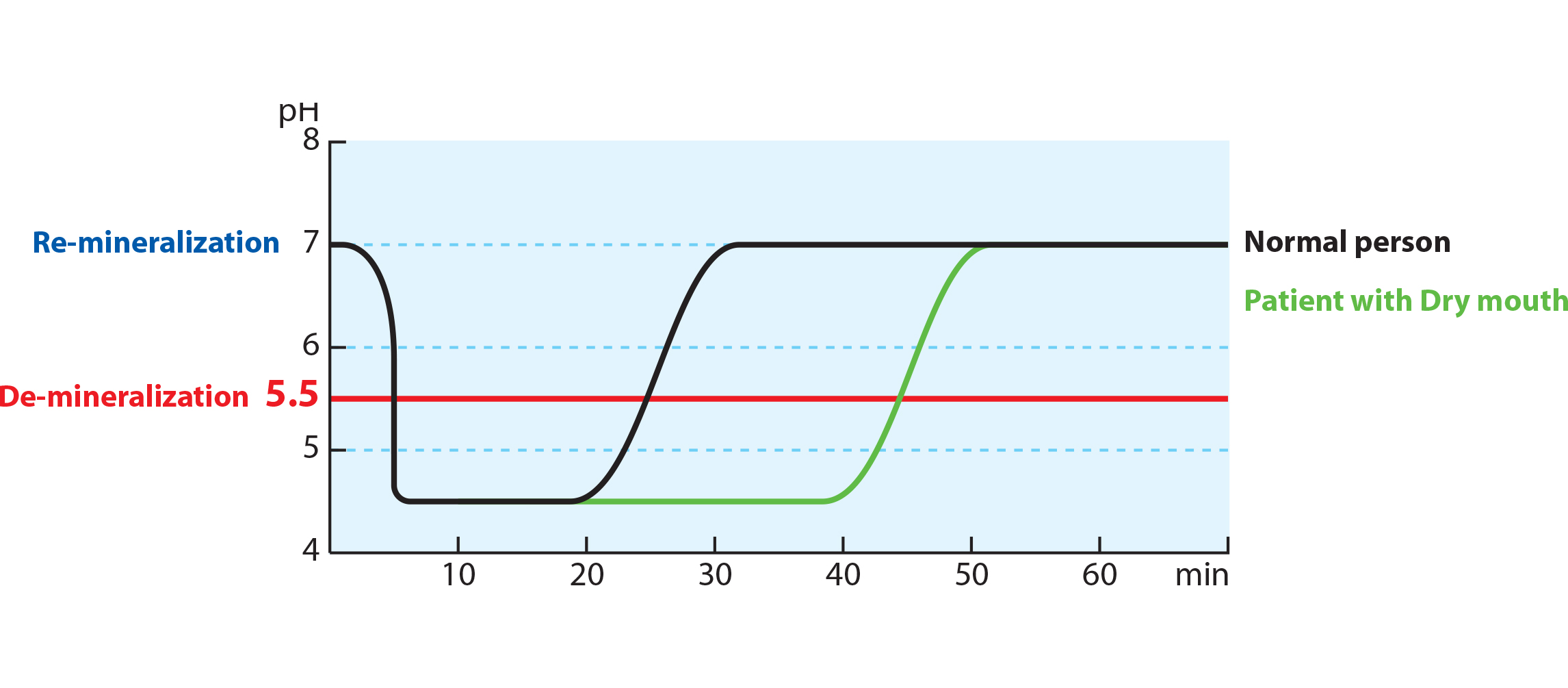
رسم تخطيطي يوضح التغيرات في حموضة الفم بعد تناول طعام مرتفع الكربوهيدرات. في غضون 5 دقائق، تزيد الحموضة في الفم مع انخفاض الأس الهيدروجيني. في الأشخاص الذين لديهم معدل تدفق لعاب طبيعي، يتم معادلة الحمض في حوالي 20 دقيقة. عادة ما يستغرق الأشخاص الذين يعانون من جفاف الفم ضعف المدة لمعادلة حموضة الفم، مما يجعلهم أكثر عرضة لخطر الإصابة بتسوس الأسنان وتآكل الأحماض.

قد يسبب نقص اللعاب الحقيقي الأعراض والعلامات التالية:
- تسوس الأسنان (جفاف الفم المصاحب لتسوس الأسنان) - بدون تأثير مضاد الكولين الذي ينتجه اللعاب، فإن تسوس الأسنان يعد سمة شائعة ويمكن أن يتطور بحدة أكثر مما هو متوقع لولا هذا («التسوس المنتشر»). قد يؤثر على أسطح الأسنان التي عادةً ما تكون بعيدة عن الإصابة، على سبيل المثال، التسوس العنقي وتسوس سطح الجذر. وغالباً ما يلاحظ إلى هذا في مرضى العلاج الإشعاعي الذي يؤثر على الغدد اللعابية الرئيسية، ويسمى التسوس الناجم عن الإشعاع.[10] لذلك من المهم أن تكون المنتجات المستخدمة في علاج أعراض جفاف الفم خالية من السكر، لأن وجود السكريات في الفم يدعم نمو البكتيريا الفموية، مما يؤدي إلى إنتاج الحمض وتطور تسوس الأسنان.[9]
- التآكل الحمضي. حيث يعمل اللعاب كدارئة ويساعد على منع إزالة تمعدن الأسنان.[11]
- داء المبيضات الفموي - قد يؤدي فقدان التأثير المضاد للميكروبات في اللعاب إلى حدوث عدوى انتهازية نتيجة أنواع من المبيضات.[10]
- التهاب الغدد اللعابية التصاعدي (القيحي) - عدوى تصيب الغدد اللعابية الرئيسية (عادة الغدة النكافية) والتي قد تكون متكررة.[3] وتكون مصحوبة بنقص اللعاب، حيث أن البكتيريا تكون قادرة على دخول الجهاز القنوي وتعمل على خفض تدفق اللعاب.[8] قد تتورم الغدد اللعابية حتى بدون عدوى حادة، وهذا ربما بسبب المناعة الذاتية.[3]
- عسر الكلام - خلل في حاسة التذوق (على سبيل المثال، الإحساس بطعم معدني)[6] وخلل في حاسة الشم.[3]
- رائحة كريهة داخل الفم [6] - ربما يرجع ذلك إلى زيادة نشاط الهضمي للغشاء الحيوي الرقيق في الجزء الظهراني الخلفي من اللسان (على الرغم من أن الخلل في حاسة التذوق قد يسبب رائحة الفم الكريهة غير الحقيقية في حالة عدم وجود نقص اللعاب).
- متلازمة الفم الحارق - إحساس بالحرقان أو الوخز في الفم.[3][6]
- ظهور اللعاب بشكل كثيف أو حبلي.[10]
- جفاف الغشاء المخاطي.[10]
- نقص في تجمع اللعاب في قاع الفم أثناء الفحص.[6]
- عسر البلع - صعوبة في البلع والمضغ، خاصة عند تناول الأطعمة الجافة. حيث قد يلتصق الطعام بالأنسجة أثناء الأكل.[10]
- قد يلتصق اللسان بالحنك،[8] مما يسبب ازعاجاً نقرياً أثناء الكلام، أو قد تلتصق الشفاه ببعضها.[6]
- قد تلتصق القفازات أو مرآة الأسنان بالأنسجة.[10]
- لسان مشقوق مع ضمور الحليمات الخيطية ويكون مظهر اللسان مفصص وحُمامي.[6][10]
- لا يمكن أن «يُحْلب» اللعاب أي أن يُخرج من القناة النكفية.[6]
- صعوبة في ارتداء طقم أسنان، عند البلع أو التحدث على سبيل المثال.[6] قد يكون هناك ألم في كل الغشاء المخاطي وتقرحات في المناطق التي تغطيها أطقم الأسنان.[3]
- ألم في الفم والتهاب الغشاء المخاطي الفموي.[3][6]
- قد يلتصق أحمر الشفاه أو الطعام بالأسنان.[6]
- الحاجة للشرب بشكل متكرر عند التحدث أو تناول الطعام.[3]
- شفاه وزوايا فم جافة ومتقرحة.[3]
- العطش

ومع ذلك، في بعض الأحيان لا تتوافق النتائج السريرية مع الأعراض التي عانى منها المريض. على سبيل المثال، قد لا يشكو الشخص الذي لديه علامات نقص اللعاب من جفاف الفم. وعلى العكس من ذلك، فإن الشخص الذي يعاني من جفاف الفم قد لا تظهر عليه علامات نقص الإفرازات اللعابية (جفاف الفم الشخصاني). في سيناريو آخر، غالباً ما تكون هناك أعراض أخرى تؤثر على الفم، وتشير إلى وجود حساسية في الفم ("متلازمة الفم الحارقة"). قد يصاحب جفاف الفم بعض الأعراض خارج الفم.
والتي تتضمن:
- جفاف الملتحمة(جفاف العين).[6]
- عدم القدرة على البكاء.[6]
- عدم وضوح الرؤية.[6]
- رهاب الضوء (عدم تحمل الضوء).[6]
- جفاف الأغشية المخاطية الأخرى، في الأنف، والحنجرة، والأعضاء التناسلية على سبيل المثال.[6]
- احساس بالحرقان.[6]
- الحكة.[6]
- بحة الصوت(تغيرات في الصوت).[6]

قد تكون هناك أعراض وعلامات مجموعية أخرى إذا كان هناك سبب أساسي مثل متلازمة شوغرن،  وآلام المفاصل الناتجة عن التهاب المفاصل الروماتويدي.

## التشخيص التفريقي
يتداخل التشخيص التفريقي لنقص اللعاب بشكل ملحوظ مع جفاف الفم. يؤدي انخفاض إنتاج اللعاب إلى حوالي 50٪ من المستوى الطبيعي غير المحفز إلى الإحساس بجفاف الفم. قد يكون تغير تركيب اللعاب مسؤول أيضًا عن جفاف الفم.

### وظائفي
ينخفض معدل تدفق اللعاب أثناء النوم، مما قد يؤدي إلى احساس مؤقت بجفاف في الفم عند الاستيقاظ. هذا الإحساس يختفي عند تناول الطعام أو الشرب أو تنظيف الفم. عندما يحدث معه رائحة كريهة، يطلق عليه أحيانًا «النَفَس الصباحي». يعتبر جفاف الفم أيضًا احساسًا شائعًا في فترات القلق، وربما يرجع ذلك إلى نشاط الجهاز الودي. من المعروف أن التجفاف يسبب نقصاً في اللعاب،  وذلك نتيجة محاولة الجسم الحفاظ على السوائل. قد تؤدي التغيرات الوظيفية المرتبطة بالعمر في أنسجة الغدد اللعابية إلى انخفاض طفيف في إنتاج اللعاب وهذا يفسر بشكل جزئي زيادة انتشار جفاف الفم عند كبار السن. ومع ذلك، يعتقد أن تعديد الأدوية هو السبب الرئيسي في جفاف الفم عند كبار السن، وإذا لو يوجد انخفاض ملحوظ في معدل تدفق اللعاب من المرجح أن يحدث جفاف الفم بفعل الشيخوخة وحدها.

### مُحدَث بالأدوية
| جدول 1 - الأدوية المصحوبة بجفاف الفم |
| --- |
| - مضادات الاكتئاب - خافضات ضغط الدم - الأفيونات - الموسعات القصبية - مثبطات مضخة البروتون - مضادات الذهان - مضادات الهستامين - مدرات البول - العلاج الكيميائي |

وبعيداً عن الأسباب الوظائفية لحدوث جفاف الفم، فإن الآثار علاجية المنشأ هي السبب الأكثر شيوعًا. يمكن أن يطلق على الدواء المعروف بأنه يسبب جفاف الفم اسمxerogenic. يحصل مع أكثر من 400 دواء جفاف في الفم، وبعضها مدرج في الجدول رقم 1. على الرغم من أن جفاف الفم المحدث بالأدوية قابل للعلاج بشكلٍ عام، إلا أن الحالات التي توصف لها هذه الأدوية غالباً ما تكون مزمنة. يزداد احتمال حدوث جفاف الفم مقارنةً بالعدد الإجمالي للأدوية التي يتم تناولها، سواء كان كل دواء منفرداً مسبباً لجفاف الفم أم لا. عادة ما يبدأ الإحساس بالجفاف بعد وقت قصير من بدء تناول الدواء المسبب أو بعد زيادة الجرعة. مضادات الكولين، وأدوية المحاكيات الودية أو مدرات البول هي مسؤولة في العادة.

### متلازمة شوغرن
قد يكون سبب جفاف الفم حالات المناعة الذاتية التي تتلف الخلايا المنتجة للعاب. متلازمة شوغرن هي واحدة من هذه الأمراض، وهي مصحوبة بأعراض تتضمن التعب، والألم العضلي، وآلالام المفاصل. تتميز المتلازمة بالتغيرات الالتهابية في الغدد المنتجة للرطوبة في جميع أنحاء الجسم، مما يؤدي إلى انخفاض إفرازات الغدد التي تنتج اللعاب والدموع والإفرازات الأخرى في جميع أنحاء الجسم. متلازمة شوجرن الأولية هي مزيج من جفاف العين وجفاف الفم. تتشابه متلازمة شوجرن الثانوية مع الشكل الأولي ولكن مع إضافة مجموعة من الاضطرابات الأنسجة الضامة مثل الذئبة الحمامية المجموعية أو التهاب المفاصل الروماتويدي.

### علاج بالإشعاع
العلاج الإشعاعي لسرطان الرأس والرقبة (بما في ذلك المعالجة الإشعاعية الداخلية لسرطان الغدة الدرقية)، حيث يعتبر وجود الغدد اللعابية بالقرب من أو داخل الحقل المشع سبب رئيسي آخر لحدوث جفاف الفم. الجرعة الاشعاعية 52 Gy كافية للتسبب في خلل وظيفي حاد في اللعاب. عادة ما يتضمن العلاج الإشعاعي لسرطان الفم ما يصل إلى 70 Gy من الإشعاع، وغالباً ما يعطى جنباً إلى جنب مع العلاج الكيميائي الذي قد يكون له تأثير ضار على إنتاج اللعاب.

### متلازمة جُفافية
المتلازمة الجفافية ليست حالة محددة، وهناك تعريفات متفاوتة لها، ولكن المصطلح يصف جفاف الفم والعين الذي لا ينتج عن أمراض المناعة الذاتية (مثل متلازمة شوغرن).

### أسباب أخرى
قد يحدث جفاف الفم أيضًا بسبب التنفس عن الفم، والذي يأتي نتيجة انسداد جزئي في السبيل التنفسي العلوي. وتشمل الأمثلة النزف، والقيء، والإسهال، والحمى.
قد تكون الكحول سبباً في مرض الغدة اللعابية، وأمراض الكبد، والتجفاف.
يعد التدخين سبباً محتملاً آخراً. العقاقير الترفيهية الأخرى مثل الميثامفيتامين،  والماريغوانا،  والمهلوسات،  or والهيروين،  كلها قد تكون سبباً.
قد تؤدي الاضطرابات الهرمونية، مثل السكري ضعيف التحكم به، أو انخفاض مدخول السوائل في الأشخاص الذين يخضعون للديلزة الكلوية إلى جفاف الفم، وذلك بسبب التجفاف.
قد يكون جفاف الفم ناتجاً عن الإصابة بالتهاب الكبد الفيروسي ج، وهناك سبب نادر لحدوث خلل وظيفي في الغدد اللعابية ألا وهو الساركويد.
يمكن أن تسبب العدوى بفيروس نقص المناعة البشرية / متلازمة نقص المناعة المكتسب (الإيدز) أمراض الغدة اللعابية ذات الصلة والمعروفة باسم متلازمة كثرة اللمفاويات الارتشاحية المنتشرة.

## النهج التشخيصي
يستند تشخيص نقص اللعاب في الغالب على الأعراض والعلامات السريرية. هناك علاقة طفيفة بين الأعراض واختبارات قياس التدفق اللعابي، مثل sialometry(قياس اللعاب). هذا الاختبار بسيط وغير اجتياحي، ويتضمن قياس كل اللعاب الذي يمكن للمريض أن ينتجه خلال وقت معين، ويتم بدلف اللعاب في وعاء. يمكن لقياس اللعاب أن يسفر عن قياس تدفق اللعاب المحفّز وتدفق اللعاب غير المحفز. يتم حساب معدل تدفق اللعاب المحفزة باستخدام منبه مثل 10 ٪ من حمض الستريك ووضعه على اللسان، وجمع كل اللعاب الذي يتدفق من أحد الحليمات النكفية على مدى خمس أو عشر دقائق. يرتبط معدل تدفق اللعاب غير المحفز ارتباطًا وثيقًا بأعراض جفاف الفم أكثر من التدفق اللعابي المحفّز. يتضمن تصوير القناة اللعابية إدخال صبغة غير منفذة للاشعاع مثل اليود في قناة الغدة اللعابية. قد يظهر انسداد القناة بسبب وجود حصاة. نادراً ما يستخدم التكنيشيوم في فحص اللعاب. يستخدم التصوير الطبي في الوصول للتشخيص مثل الأشعة السينية للصدر (لاستبعاد الساركويد)، والتصوير بالموجات فوق الصوتية والتصوير بالرنين المغناطيسي (لاستبعاد متلازمة شوجرن والأورام). يمكن أخذ عينة صغيرة من الغدة اللعابية، والتي تؤخذ عادة من الشفة، إذا كان هناك اشتباه في مرض عضوي في الغدد اللعابية. قد يتم إجراء تحليل الدم والبول لاستبعاد عدد من الأسباب المحتملة. يمكن استخدام اختبار شيرمير للتدفق الدمعي (اختبار فحص متلازمة العين الجافة)، لفحص جفاف الملتحمة. يمكن إجراء فحص العين بالمصباح الشقي أيضًا.

## العلاج
من الصعب تحقيق علاج ناجع من جفاف الفم وغالباً ما يكون العلاج غير مرضٍ. فهذا يعني إيجاد سبب يمكن تصحيحه وإزالته إن أمكن، ولكن في كثير من الحالات لا يمكن علاج جفاف الفم نفسه، فالمعالجة تكون للأعراض، وتهتم بالوقاية من تسوس الأسنان من خلال تحسين صحة الفم. في الحالات التي تكون فيها الأعراض ناجمة عن نقص اللعاب الذي يأتي بشكل ثانوي لمرض مزمن كامن، يُمكن اعتبار جفاف الفم حالة دائمة ومترقية. قد تشمل معالجة اختلال وظائف الغدد اللعابية استخدام بدائل اللعاب و / أو منشطات اللعاب:
- بدائل اللعاب - هي منتجات لزجة يتم تطبيقها على الغشاء المخاطي للفم، والتي يمكن العثور عليها في شكل بخاخات، وجل، وزيوت، وغسول للفم، وحَب، أو سوائل لزجة.[9] والتي تشمل SalivaMAX، والماء، واللعاب الصناعي (موسيني المصدر، أو ميثيل السليولوز الكربوكسيلي المصدر)، وغيرها من المواد مثل: الحليب والزيوت النباتية:
  - بخاخ الموسين: تم الانتهاء من أربع تجارب على آثار بخاخ الموسين على جفاف الفم، حيث لا يوجد أي دليل قوي يظهر أن بخاخ الموسين أكثر فعالية من العلاج الوهمي في الحد من أعراض جفاف الفم.[9]
  - أقراص موسين للمص: تم الانتهاء من تجربة واحدة فقط (Gravenmade 1993) بخصوص فعالية أقراص الموسين للمص. عندما تم تقييمها على أنها دراسة معرضة لخطر التحيز، أظهرت أن أقراص الموسين للمص كانت غير فعالة عند مقارنتها بدواء وهمي.[9]
  - أقراص مخاطية لاصقة: يتم لصق هذه الأقراص بالحنك وتحتوي على مواد للترطيب، ومواد للنكهة، وبعض المواد المضادة للميكروبات. قيمت تجربة واحدة (Kerr 2010) فعاليتها مقابل أقراص العلاج الوهمي. الغريب، أن المرضى من كلا المجموعتين (العلاج الوهمي والأقراص الحقيقية) سجلوا حدوث زيادة في رطوبة الفم. ولم يُبلغ عن أي آثار جانبية. ولذلك هناك حاجة إلى مزيدٍ من الأبحاث في هذا المجال قبل استخلاص النتائج.[9]
- معجون أسنان وجل فموي من بيوتين: تم الانتهاء من تجربة واحدة (Epstein 1999) بخصوص فعالية هذا العلاج. وأظهرت النتائج أن منتجات البيوتين كانت "أكثر فعالية في التحكم بجفاف الفم وتقليله عند الاستيقاظ.[9]
- محفزات اللعاب - تشمل الأحماض عضوية مثل:فيتامين ج وحمض التفاح، والعلكة، والأدوية محاكية اللاودية (استرات الكولين مثل بيلوكاربين هيدروكلوريد، ومثبطات الكولين)، ومواد أخرى (العلكة الخالية من السكر، ونيكوتيناميد). الأدوية التي تحفز إنتاج اللعاب كانت تُعطى على شكل أقراص الفم، والتي يقوم المريض بابتلاعها،[9] على الرغم من ذلك، فإنه يمكن العثور على بعض منبهات اللعاب أيضاً في شكل معاجين الأسنان.[9] أصبحت أقراص المرص التي تبقى في الفم ومن ثم تبتلع أكثر شيوعاً. وذلك لأن أقراص الفم ناعمة ولطيفة على الفم، وهناك اعتقاد بأن الاتصال المطول مع الغشاء المخاطي للفم يحفز ميكانيكيًا إنتاج اللعاب.[9]
  - بيلوكاربين: أظهرت دراسة أجرتها Taweechaisupapong في عام 2006 أنه لا يوجد تحسن إحصائي كبير في جفاف الفم وإنتاج اللعاب مقارنةً مع الدواء الوهمي عند إعطاء حبوب بيلوكاربين للمص.[9]
  - جل فيسوستيغمين: أظهرت دراسة أجرتها Knosravini في عام 2009 انخفاضًا في جفاف الفم وزيادة 5 مرات في اللعاب بعد المعالجة بالفيزيوستيغمين.
  - يزيد مضغ العلكة من إنتاج اللعاب ولكن لا يوجد دليل قوي على أنه يحسن أعراض جفاف الفم.[9]
  - خلصت مجموعة Cochrane المعنية بصحة الفم إلى أن "الأدلة غير كافية لتحديد ما إذا كان"البيلوكاربين "أو" الفيسوستيغمين" علاجات فعالة لجفاف الفم. ولذلك هناك حاجة إلى مزيد من الأبحاث.[9]
  - علكة دنتالرول (زايليتول): أظهرت دراسة أجرتها Risheim عام 1993 أنه عندما كان لدى أفراد العينة اثنان من العلكة 5 مرات يوميًا، فإن العلكة تخفف أعراض جفاف الفم في حوالي ثلث المشاركين، ولكن لا يوجد تغيير في اللعاب المحفز.[9]

يمكن لبدائل اللعاب أن تُحسّن من جفاف الفم، ولكنها لا تميل إلى تحسين المشاكل الأخرى المرتبطة بخلل في وظائف الغدد اللعابية. قد تؤدي الأدوية المحاكية للاودية (المنشطات اللعابية) مثل بيلوكاربين إلى تحسين أعراض جفاف الفم وغيرها من المشاكل المرتبطة بخلل وظائف الغدد اللعابية، ولكن الدليل على علاج جفاف الفم المُحدث محدود. تخفف كل من المحفزات والبدائل الأعراض إلى حد ما. من المحتمل أن تكون محفزات اللعاب مفيدة فقط في الأشخاص الذين لديهم بعض الوظائف اللعابية المتبقية. وجدت مراجعة منظمة وافقت بين 36 تجربة منضبطة معشاة لعلاج جفاف الفم أنه لا يوجد أي دليل قوي يشير إلى أن هناك دواء موضعي معين فعال.ref name="Furness 2011" /> تنص هذه المراجعة أيضًا على أنه من المتوقع أن تقدم الأدوية الموضعية تأثيرات قصيرة الأمد فقط، والتي يمكن عكسها. سجلت المراجعة وجود أدلة محدودة على أن البخاخ ثلاثي الجليسرول المؤكسج أكثر فعالية من البخاخات الكهرلية. تساعد العلكة الخالية من السكر على زيادة إنتاج اللعاب ولكن لا يوجد دليل قوي على أنه يحسن الأعراض. بالإضافة إلى ذلك، لا يوجد دليل واضح على ما إذا كان مضغ العلكة أكثر أو أقل فعالية كعلاج. هناك اقتراح بأن الأجهزة داخل الفم وأنظمة العناية الفموية المتكاملة قد تكون فعالة في الحد من الأعراض، ولكن كان هناك نقص في الأدلة في هذا الصدد. وجدت مراجعة منظمة تهدف لمعالجة جفاف الفم الناجم عن العلاج بالإشعاع باستخدام الأدوية المحاكية للاودية أن هناك أدلة محدودة لدعم استخدام بيلوكاربين في علاج خلل وظائف الغدد اللعابية الناتج عن العلاج بالإشعاع. وقد اقترح أنه-باستثناء مضاد الاستطباب- يتم تجربة الدواء في المجموعة المذكورة أعلاه (بجرعة خمسة مل غرام ثلاث مرات في اليوم للحد من الآثار الجانبية). يمكن أن يستغرق التحسن مدة تصل إلى اثني عشر أسبوعًا. ومع ذلك، لا يعتبر البيلوكاربين ناجحًا دائمًا في تحسين أعراض جفاف الفم. وخلصت المراجعة أيضاً إلى أن هناك القليل من الأدلة لدعم استخدام الأدوية المحاكية للاودية الأخرى في هذه المجموعة. وأظهرت مراجعة منظمة أخرى، أن هناك بعض الأدلة منخفضة الجودة تشير إلى أن الأميفوستين يمنع الشعور بجفاف الفم أو يقلل من خطر جفاف الفم المعتدل إلى الشديد في الأشخاص الذين يتلقون العلاج الإشعاعي للرأس والرقبة (مع أو بدون علاج كيميائي) في علاج قصير (نهاية العلاج الإشعاعي) إلى متوسط الأمد (ثلاثة أشهر بعد العلاج). ولكن، من غير الواضح ما إذا كان هذا التأثير يستمر لمدة 12 شهرا بعد العلاج.
أفادت مراجعة في عام 2013 اهتمت بالتدخلات غير الدوائية أنه لا وجود لأدلة تدعم تأثيرات أجهزة التحفيز الكهربائي، أو الوخز الإبري، على أعراض جفاف الفم.

## وبائيات
جفاف الفم هو عرض شائع جدا. يبلغ تقدير الانتشار حوالي 20 ٪ في عموم السكان، مع زيادة انتشار في الإناث (تصل إلى 30 ٪) والمسنين (تصل إلى 50 ٪). تتراوح تقديرات انتشار جفاف الفم الدائم بين 10 و 50 ٪.

## تاريخ
استخدم جفاف الفم كاختبار لكشف الكذب، والذي يعتمد على تثبيط عاطفي للإفرازات اللعابية مما يشير إلى احتمال ارتكاب جريمة.

## وصلات خارجية
- University of Illinois at Chicago
- NIH
- MedlinePlus Encyclopedia
- Drymouth Drymouth Drug Database